# 乔行简
乔行简（1156年—1241年），字寿朋，婺州东阳人，南宋大臣。

## 生平
師從呂祖謙之門，宋光宗绍熙四年登進士第。
歷任通州知州。主管戶部在架閣時，被召來嘗試館職，擔任秘書省正字兼樞密院編修官。後升任秘書郎，為淮西轉運判官，知嘉興府。改任淮南轉運判官兼淮西提點刑獄、提舉常平。曾提及金朝有必亡之形，中國(南宋)宜靜觀待變。會近臣有主戰者，師遂出，金人因破蘄、黃。移浙西提點刑獄兼知鎮江府。又遷起居郎兼國子司業，兼國史編修、實錄檢討，兼侍講。之後又遷任宗正少卿、秘書監，權工部侍郎，皆任兼職。
宋理宗即位後，喬行簡时任参知政事、兼同知樞密院事、进知樞密院事、右丞相（1235年—1236年）、左丞相（1236年—1239年），官至平章军国重事（1239年），封鲁国公。
端平元年（1234年），朝议收复三京（东京开封府汴梁、西京河南府洛阳、南京应天府商丘），乔行简担心国力不支，引起民变，坚持异议。
他著有《周礼总说》、《孔山文集》。

## 家族
- 曾祖：喬勝之，贈太保、太傅
- 曾祖母：孫氏，追封婺國夫人、越國夫人
- 祖：喬堯，贈太傅、太師
- 祖母：杜氏，追封慶國夫人、益國夫人
- 繼祖母：蔣氏，追封華國夫人、吳國夫人
- 父：喬森，贈太師、追封寧國公
- 母：俞氏，追封福國夫人、魯國夫人
- 妻：呂氏，封安定郡夫人、贈東陽郡夫人
- 妻：樓氏，封譙郡夫人、追封吳郡夫人

## 延伸阅读
[在维基数据编辑]
 《宋史/卷417》，出自脱脱《宋史》